# エスタディオ・アルガルヴェ
エスタディオ・アルガルヴェ（ポルトガル語: Estádio Algarve）はポルトガル・アルガルヴェ地方ファロとローレにまたがって建設されたサッカー専用スタジアム。2003年よりロウレターノDCがホームスタジアムとして使用している。

## 概要
2004年開催のUEFA欧州選手権に合わせて竣工。設計はHOK Sport（現POPULOUS）。
毎年開催される女子サッカー・アルガルヴェ・カップの決勝会場として使用されているほか、ラリー・ポルトガルのサービスパークとスーパーSSコースが設けられる。また地域内にUEFA規定を満たすスタジアムがないジブラルタル代表が事実上、本スタジアムをホームとしていた時期がある。
2010年代に入ると、スタジアムの維持・管理が費用面から問題になり始めた。多くの集客を期待できる試合は、年に1試合あるかないかのポルトガル代表の国際Aマッチのみであり、年間360万ユーロの支払いという負担は、スタジアムの所有者であるファロ市とローレ市に重くのしかかっている。

## 開催された主な大会
- UEFA EURO 2004

| 日付          | ホームチーム | 結果         | アウェーチーム | ラウンド  |
| ------------- | ------------ | ------------ | -------------- | --------- |
| 2004年6月12日 | スペイン     | 1-0          | ロシア         | グループA |
| 2004年6月20日 | ロシア       | 2-1          | ギリシャ       | グループA |
| 2004年6月26日 | スウェーデン | 0-0 (4-5 p.) | オランダ       | ベスト8   |

## ギャラリー

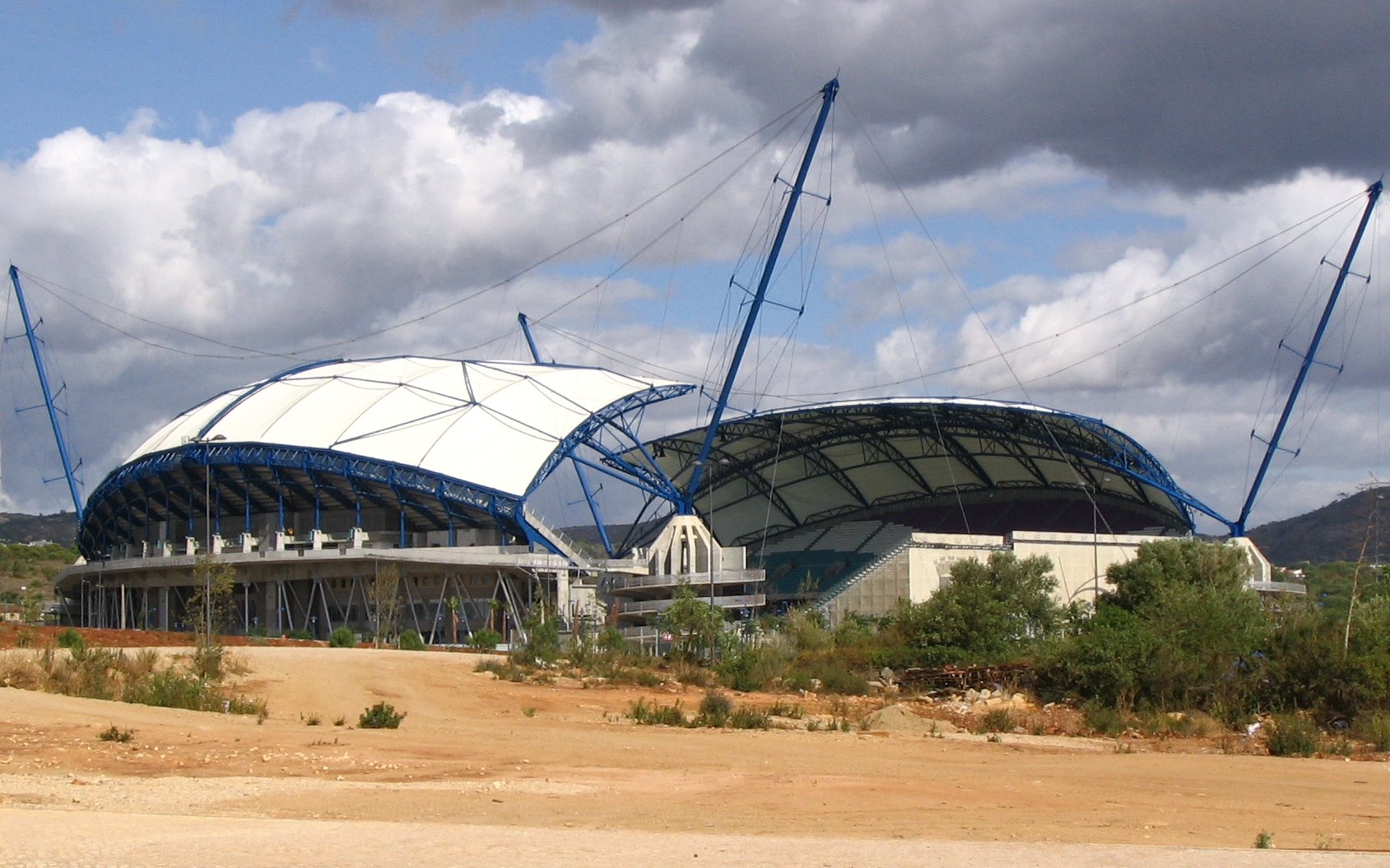
2004年の外観
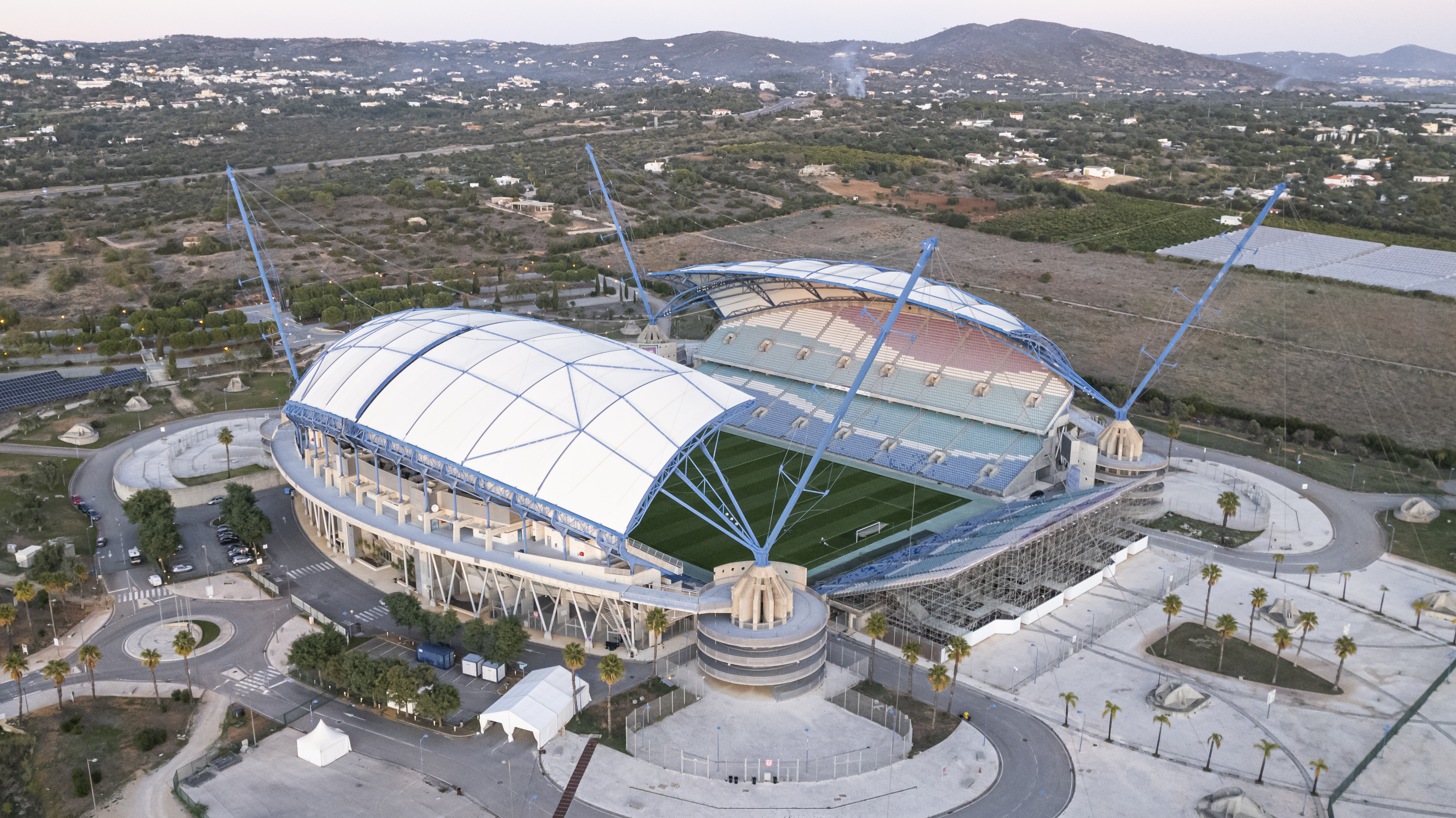
2021年の外観
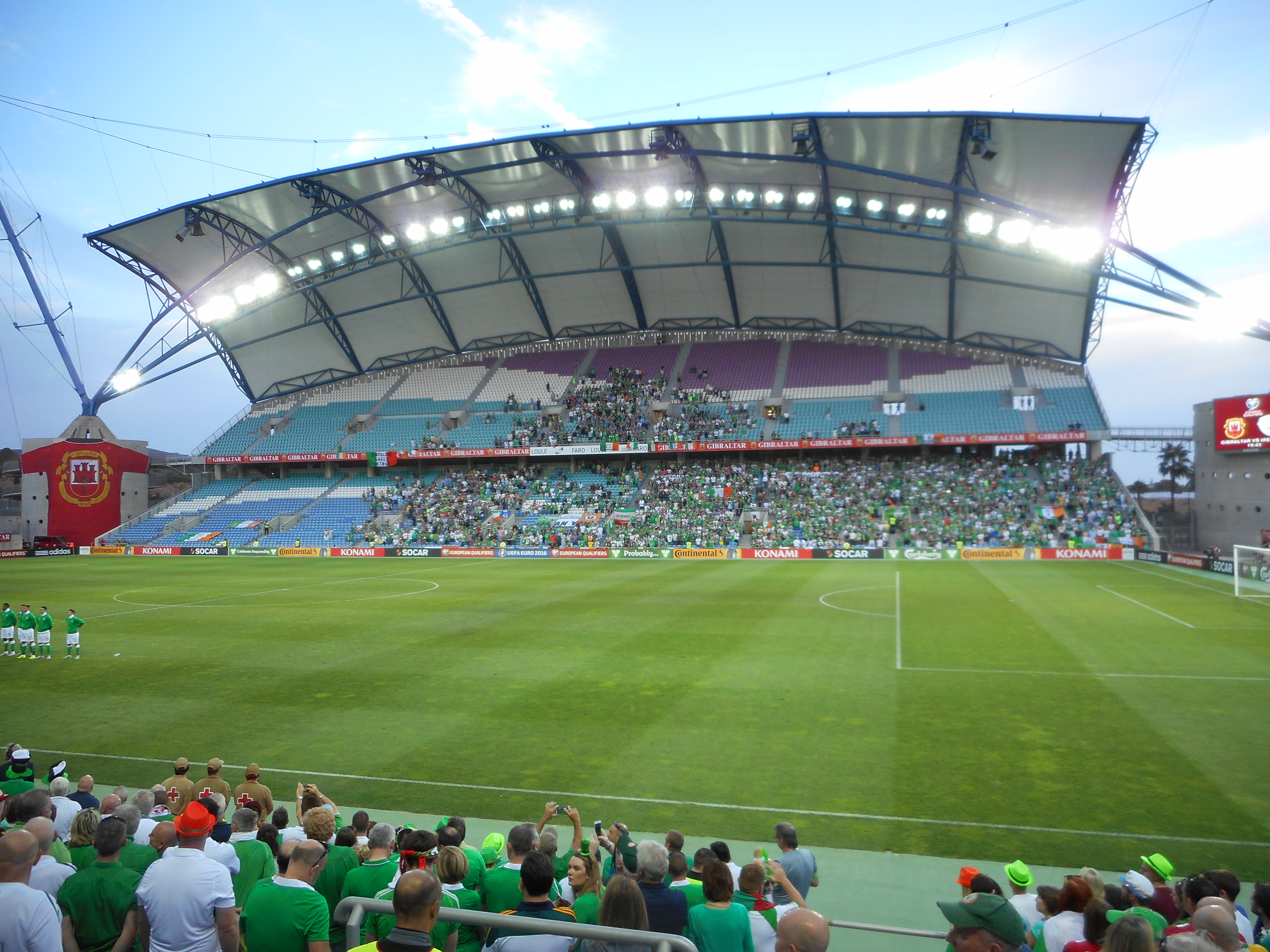
2015年の内観